# Janne Heiskanen
Janne Heiskanen, född 26 januari 1979 i Helsingfors, död i oktober 2022 var en finländsk trummis, mest känd som medlem i rockgruppen The Rasmus 1995–99. Han spelade på de första albumen Peep, Playboys och Hellofatester innan han hoppade av för att så småningom bilda bandet Lovestone. Han har på senare tid även spelat i bandet The King Machine.
Heiskanen avled i oktober 2022 i en trafikolycka i Thailand.

## Diskografi

### Album med The Rasmus
- Peep (1996)
- Playboys (1997)
- Hellofatester (1998)